# Waiting for the Barbarians
En attendant les barbares
 Waiting for the Barbarians  est un opéra en deux actes pour orchestre, chœur et solistes, composé en 2005 par Philip Glass, sur un livret du dramaturge Christopher Hampton d'après le roman de J. M. Coetzee, En attendant les barbares. Commande du Théâtre (de) d'Erfurt, Glass le conçoit à l'époque comme une critique de la guerre d'Irak,,. La première mondiale a eu lieu le 10 septembre 2005, sous la direction de Dennis Russell Davies et dans une mise en scène de Guy Montavon (de).
L’œuvre est ensuite jouée au Het Muziektheater d’Amsterdam le 26 septembre 2006, au Lyric Opera (en) d’Austin le 19 janvier 2007 pour la première américaine,, et le 12 juin 2008 au Barbican Centre de Londres.

## Personnages
| Rôle                   | Type de voix  | Distribution à la création, 10 septembre 2005 Direction : Dennis Russell Davies |
| ---------------------- | ------------- | ------------------------------------------------------------------------------- |
| Magistrate             | baryton       | Richard Salter                                                                  |
| Colonel Joll           | baryton       | Eugene Perry                                                                    |
| Warrant Officer Mandel | basse         | Michael Tews                                                                    |
| Barbarian Girl         | mezzo-soprano | Elvira Soukop                                                                   |
| Cook                   | soprano       | Kelly God                                                                       |
| Star                   | soprano       | Marisca Mulder                                                                  |
| Old Man                | basse         | Andreas Mitschke                                                                |
| Soldiers, Guards       | ténor         | Peter Umstadt                                                                   |
| Small Girl             | soprano       | Grit Redlich                                                                    |

## Structure
- Acte I
  - Prélude
  - Scène 1: "In Fact, We Never Had a Prison"
  - Scène 2: Dreamscape n° 1
  - Scène 3: "You Sent for Me"
  - Scène 4: "You're Working Late"
  - Scène 5: "Normally Speaking, We Would Never Approve of Torture..."
  - Scène 6: "Take off Your Cap"
  - Scène 7: Dreamscape n° 2
  - Scène 8: "Do You Like Living in the Town?"
  - Scène 9: "...To Demonstrate Our Strength to the Barbarians"
  - Scène 10: "Did you have a good evening?"
  - Scène 11: Dreamscape n° 3
  - Scène 12: "What is it?"
  - Scène 13: "Can you see them?" (Trip into the Mountains)
  - Scène 14: "Who Gave You Permission to Desert Your Post?"

- Acte II
  - Scène 1: "Here, In the Dark"
  - Scène 2: Dreamscape n° 4
  - Scène 3: "What is Going On?"
  - Prologue à la Scène 4
  - Scène 4: "Perhaps You Would Be So Kind"
  - Scène 5: "Enemy, Barbarian Lover!"
  - Scène 6: "So We're Still Feeding You Well?"
  - Scène 7: Dreamscape n°5
  - Scène 8: "Tell Me, What Has Happened"
  - Scène 9: "You Don't Have to Go"
  - Scène 10: "Our Town is Beautiful"

## Discographie
- Erfurt Philharmonic Orchestra dirigé par Dennis Russell Davies, enregistré en juin 2008. Orange Mountain Music (2008).